# Roy Z

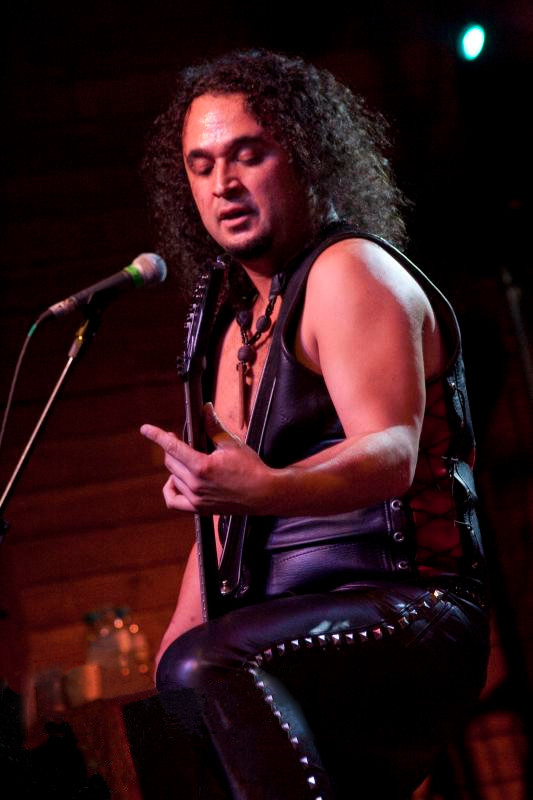
Roy Z live mit Halford in São Paulo, 2010

Roy Z (eigentlich: Roy Ramirez) (* 21. Februar 1968 in Los Angeles, Kalifornien) ist ein US-amerikanischer Gitarrist, Komponist und Produzent, der im Heavy-Metal-Genre arbeitet. Den Nachnamen Ramirez drehte er Ende der 1980er Jahre in  Zerimar um, woraus schließlich kurz Z wurde.
Roy Z spielt vor allem in seiner Band Tribe of Gypsies. Doch ist er bekannter für seine Arbeit mit Iron-Maiden-Sänger Bruce Dickinson, den er auf seinen Soloalben Balls To Picasso, Accident Of Birth, The Chemical Wedding, Scream For Me Brazil und A Tyranny Of Souls zusammen mit dem jeweiligen Bassisten und Schlagzeuger von seiner Band Tribe of Gypsies unterstützte. Teilweise produzierte er die Alben auch selbst.
Er war ebenfalls Produzent und Songwriter von Judas-Priest-Sänger Rob Halford und seit Halford III: Winter Songs auch Co-Gitarrist bei Halford. Roy hat seit Resurrection jedes Halford-Album produziert. Als Rob Halford sich wieder mit Judas Priest vereinigte, durfte er ebenfalls das The Angel Of Retribution Album von Priest produzieren.
Ein weiteres wichtiges Album, das er produziert hat, ist Helloweens The Dark Ride. Dazu kamen nach 2000 ein halbes Dutzend Alben mit Sänger Rob Rock bzw. Driver sowie Arbeiten mit dem ehemaligen Skid-Row-Sänger Sebastian Bach, Gitarrist Yngwie Malmsteen, den schwedischen Metallern Wolf und den brasilianischen Thrashern Sepultura.

## Diskografie

### Alben als Produzent
- 1994 downset. - Downset
- 1995 Klover - Beginning To End (EP)
- 1995 Klover - Feel Lucky Punk
- 1996 Life After Death - Life After Death
- 1996 Tree - Downsizing the American Dream
- 1996 Tribe of Gypsies - Tribe Of Gypsies
- 1996 Various Artists - Bomb - Vol. 1: Nobody Rides For Free
- 1997 Bruce Dickinson - Accident Of Birth
- 1997 Downset - Do We Speak A Dead Language?
- 1997 Roadsaw - Nationwide
- 1997 Tribe of Gypsies - Nothing Lasts Forever
- 1998 Bruce Dickinson - The Chemical Wedding
- 1998 Tribe of Gypsies - Revolucion 13
- 1999 Bruce Dickinson - Scream for me Brazil
- 1999 Tribe of Gypsies - Tribe Of Gypsies III
- 2000 Downset - Check Your People
- 2000 Halford - Resurrection
- 2000 Helloween - The Dark Ride
- 2000 Rob Rock - Rage Of Creation
- 2001 Halford - Live Insurrection
- 2002 Halford - Crucible
- 2002 Tribe of Gypsies - Standing On The Shoulders Of Giants (Neuveröffentlichung von Tribe of Gypsies III)
- 2002 Bruce Dickinson - The Best of Bruce Dickinson
- 2003 Halford - Fourging the Furnance (EP)
- 2003 Rob Rock - Eyes of Eternity
- 2005 Judas Priest - Angel of Retribution
- 2005 Bruce Dickinson - A Tyranny of Souls
- 2005 Rob Rock - Holy Hell
- 2006 Tribe of Gypsies - Dweller on the Threshold
- 2007 Sebastian Bach - Angel Down
- 2007 André Matos - Time to Be Free
- 2008 Halford - Live at Rock In Rio III DVD
- 2008 Yngwie Malmsteen - Perpetual Flame
- 2008 Driver - Sons of Thunder
- 2009 Wolf - Ravenous
- 2009 Massacration - Good Blood Headbanguers
- 2009 Halford - Halford III - Winter Songs
- 2010 Halford - Live in Anaheim CD & DVD
- 2010 Halford - Halford IV: Made of Metal
- 2011 Halford - Live at Saitama Super Arena DVD
- 2011 DownSiid - Life of Lies
- 2011 Sepultura - Kairos

### Alben als Gitarrist
- 1990 Driver - Driver (EP)
- 1994 Bruce Dickinson - Balls to Picasso
- 1996 Tribe of Gypsies - Tribe of Gypsies
- 1997 Tribe of Gypsies - Nothing Lasts Forever (EP)
- 1997 Bruce Dickinson - Accident of Birth
- 1998 Tribe of Gypsies - Revolucion 13
- 1998 Bruce Dickinson - The Chemical Wedding
- 1999 Bruce Dickinson - Scream For Me Brazil (Live)
- 1999 Tribe of Gypsies - Tribe of Gypsies III
- 2000 Rob Rock - Rage of Creation
- 2002 Tribe of Gypsies - Standing on the Shoulders of Giants (alias Tribe Of Gypsies III)
- 2002 Bruce Dickinson - The Best Of
- 2003 Rob Rock - Eyes of Eternity
- 2005 Bruce Dickinson - Tyranny of Souls
- 2005 Rob Rock - Holy Hell
- 2006 Tribe of Gypsies - Dweller on the Threshold
- 2006 Halford - Metal God Essentials Vol. 1
- 2007 Rob Rock - Garden of Chaos
- 2008 Driver - Sons of Thunder
- 2009 Halford - Halford III: Winter Songs
- 2010 Halford - Live in Anaheim
- 2010 Halford - Halford IV: Made of Metal
- 2012 Driver - Countdown

### Gastauftritte & Kompilationen
- 1995 Various - Rattlesnake Guitar - The Music of Peter Green („Oh Well“, mit Tribe of Gypsies)
- 1997 Last Temptation - Last Temptation („Real Love“ und „Voodou Man“)
- 1998 Warrior  - Ancient Future (auf 6 Songs)
- 1998 Various - ECW: Extreme Music („The Zoo“, Scorpions-Coversong, mit Bruce Dickinson)
- 1999 MVP - Animation („Chances“ und „Animation“)
- 1999 Steel Prophet - Dark Hallucinations („We Are Not Alone“)
- 2000 Glenn Hughes - From the Archives Volume I - Incense & Peaches („Let’s Get Together“)
- 2000 Various - Randy Rhoads Tribute („Goodbye to Romance“)
- 2001 Various - The Spirit of the Black Rose: A Tribute to Phil Lynott („Parisienne Walkways“, Gary-Moore-Coversong mit Tribe of Gypsies)
- 2001 W.A.S.P. - Unholy Terror („Who Slayed Baby Jane?“ und „Wasted White Boys“)
- 2003 Cage - Darker Than Black („Wings of Destruction“ und „March of the Cage“)
- 2005 Tribuzy - Execution („Beast in the Light“)
- 2007 Mnemic - Passenger („Meaningless“)
- 2007 Tribuzy - Execution Live Reunion DVD („Tears of the Dragon“ und „Beast in the Light“)
- 2011 Ray Burke - Humanity Street („Planet Funk“, „Sands of Time“ und „Outerbass“)

### Videos/DVDs
- 2006 Bruce Dickinson - Anthology DVD
- 2011 Halford - Live in Anaheim DVD
- 2011 Halford - Live At Saitama Super Arena DVD